# Jutphaas-Wijkersloot
Jutphaas-Wijkersloot is een wijk van Nieuwegein, in de Nederlandse provincie Utrecht. De wijk heeft 6230 inwoners (2018).
De wijk grenst, met de klok mee aan de wijken Zuilenstein, Plettenburg, Merwestein, Stadscentrum en Batau-Zuid. Ten oosten van de wijk stroomt het Merwedekanaal.

## Jutphaas
Jutphaas is een van de twee voormalige dorpen binnen Nieuwegein. Het oude dorp bevindt zich langs het Merwedekanaal. Een deel van het oude Jutphaas bevindt zich echter niet in deze wijk, maar in die van Zuilenstein.

## Wijkersloot
Wijkersloot is ontstaan als uitbreiding van het voormalige dorp Jutphaas en het oudste deel stamt uit de jaren zestig van de twintigste eeuw.
Sinds het ontstaan van Nieuwegein zijn hier de meeste en hoogste flats van Nieuwegein te vinden.

## Diversen
Tegen de grens van de wijk Batau-Zuid, ten oosten van de A.C. Verhoefweg, ligt de sneltramhalte Wijkersloot.
Woonwijken: Batau-Noord · Batau-Zuid · Blokhoeve · Doorslag · Fokkesteeg · Galecop · Hoog-Zandveld · Huis de Geer · Jutphaas-Wijkersloot · Lekboulevard · Merwestein · Stadscentrum · Vreeswijk · Zandveld · Zuilenstein

Overige wijken: Het Klooster · Hoge Landen · Laagraven-Liesbosch · Oudegein · Plettenburg · De Wiers

Voormalige gemeenten: Jutphaas · Vreeswijk

Utrecht · Plaatsen in de provincie      Nederland · Provincies · Gemeenten